# Penillion

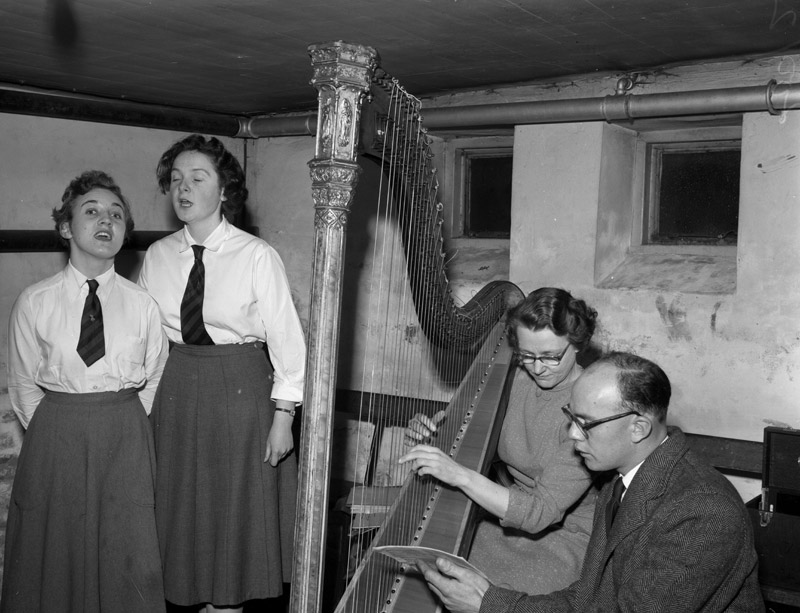
Festival où des musiciens interprètent un penillion

Le penillion (prononcé [pɛˈnɪɬjɒn] en gallois) est une forme poétique et musicale représentative de la culture traditionnelle galloise, qui consiste à chanter des vers sur une mélodie, en contrepoint d'un air traditionnel joué habituellement à la harpe. Une seule personne peut à la fois jouer et chanter, mais ces rôles sont souvent répartis entre deux exécutants distincts.
Au-delà de cette superposition de deux mélodies, la métrique ou le rythme peuvent être différents entre le chanteur et l'instrumentiste. Il est fréquent, par exemple, qu'un chanteur suive un rythme de trois temps (3/4) tandis que le harpiste joue en deux temps (2/4 ou 4/4). C'est le chanteur qui suit le harpiste. Ce dernier peut changer de mélodie ou effectuer des variations, tandis que le chanteur doit maintenir le tempo et faire coïncider précisément la fin du chant et la fin de la mélodie.

Les airs les plus utilisés dans l'art du penillion sont tirés du répertoire classique de la harpe galloise.
Souvent improvisé, chanté en solo ou en chœur réduit, le penillion fait l'objet de concours dans certains festivals traditionnels comme les eisteddfodau.